# Вітаутас Насвітіс
Вітаутас Насвітіс (лит. Vytautas Nasvytis; 8 квітня 1928, Каунас — 8 січня 2016, Вільнюс) — литовський архітектор, заслужений діяч мистецтва (1965), професор, брат Альгімантаса Насвітіса, в співавторстві з яким створив ряд значних проектів.

## Біографія
Закінчив Художній інститут Литви у Вільнюсі (1952). Викладав в Художньому інституті (нині Вільнюська художня академія; 1953-2001); професор (1979). Працював архітектором в Інституті проектування міського будівництва в Вільнюсі (1952-1990).

## Творчість
Спільно з братом Альгімантасом Насвітісом оформляв інтер'єри, виставки (1965, 1970, 1975, 1980, 1985; головний художник, спільно з братом), створював проекти універсальних меблів для малогабаритних квартир, проектував архітектурні частини скульптурних пам'ятників Пушкіну в Вільнюсі (спільно з А. Насвітісом; скульптор Б. Вишняускас; 1955), Дарюса і Гіренаса в Каунасі (спільно з А. Насвітісом; скульптор В. Мачюйка; 1963), Юлії Жемайте в Вільнюсі (спільно з А. Насвітісом; скульптор П. Александравічюс; 1971), професору Тадасі Іванаускаса в Каунасі (спільно з А. Насвітісом; скульптор С. Шараповас; 1980), Йонас Яблонскіса в Маріямполі (спільно з А. Насвітісом і Й. Пілкаускасом; скульптор П. Александравічюс; 1992).
За проектами Вітаутаса і Альгимантаса Насвітісів побудовані або реконструйовані:
- кафе «Неринга» (1959) і готель «Неринга» (капітальна реконструкція, 1960) в Вільнюсі.
- Литовський національний драматичний театр (капітальна реконструкція, 1974-1981) в Вільнюсі на проспекті Гедиміна
- готель «Летува» (нині «Reval Hotel Lietuva»; 1976-1983)

## Нагороди та звання
- Професор (1979)
- Орден Великого князя Литовського Гедиміна 4-го ступеня (1998)
- Орден лицаря архітектури (1998)
- Медаль Незалежності Литви (2000).